# Microcrambus cyllarus
Microcrambus cyllarus là một loài bướm đêm trong họ Crambidae.